# Архиепархия Фучжоу
Архиепархия Фучжоу (лат. Archidioecesis Fuceuvensis, кит.  中文:福州) — архиепархия Римско-Католической Церкви с центром в городе Фучжоу, Китай. В архиепархию Фучжоу входят епархии Фунина, Тинчжоу, Сямыня.

## История
15 октября 1696 года Римский папа Иннокентий XII издал бреве «E sublimi Sedis», которой учредил апостольский викариат Фуцзяня, выделив его из епархии Нанкина (сегодня — Архиепархия Нанкина).
3 октября 1883 года апостольский викариат Фуцзяня передал часть своей территория для образования апостольского викариата Амоя (сегодня — Епархия Сямыня) и в этот же день был переименован в апостольский викариат Фокиена.
27 декабря 1923 года апостольский викариат Фокиена передал часть своей территории для образования новым апостольского викариата Фунинфу (сегодня — Епархия Фунина) и апостольской префектуре Тинчжоу (сегодня — Епархия Тинчжоу) и в этот же день был переименован в апостольский викариат Фучжоу.
18 июля 1929 года и 6 мая 1931 года апостольский викарита Фучжоу передал часть своей территории для образования миссий sui iuris Шаоу (сегодня — Апостольская префектура Шаоу) и Цзянинфу (сегодня — Апостольская префектура Цзяньоу).
11 апреля 1946 года апостольский викариат Фучжоу был преобразован в архиепархию Фучжоу.

## Ординарии архиепархии
- епископ Франсуа Паллю (15.04.1680 — 29.10.1684);
- епископ Charles Maigrot (25.07.1684 — 1709);
- епископ святой Петр Санс-и-Йорда (3.01.1732 — 26.05.1747);
- епископ святой Франциск Серрано (26.05.1747 — 28.09.1748) — титулярный епископ Типасы Мавретанской;
- епископ Eusebio Oscot (1.10.1748 — 28.11.1753);
- епископ Francisco Pallás Faro (11.07.1753 — март 1778);
- епископ José Calvo (16.02.1781 — 15.10.1812);
- епископ Roque José Carpena Díaz (15.10.1812 — 30.12.1849);
- епископ Miguel Calderón (30.12.1849 — 14.02.1883);
- епископ Salvador Masot y Gómez (20.06.1884 — 17.03.1911);
- епископ Francisco Aguirre Murga (13.12.1911 — 12.06.1941);
- епископ Theodore Labrador Fraile (13.06.1946 — 6.05.1980);
- с 6.05.1980 — по настоящее время кафедра вакантна.

## Церкви архиепархии
- Церковь святого Розария в Фучжоу

## Источник
- Annuario Pontificio, Libreria Editrice Vaticana, Città del Vaticano, 2003, ISBN 88-209-7422-3
- Бреве E sublimi Sedis, Raffaele de Martinis, Iuris pontificii de propaganda fide. Pars prima, Tomo II, Romae 1889, p. 158  (лат.)
- Бреве Ex debito (1838) Архивная копия от 2 апреля 2015 на Wayback Machine, Bullarium pontificium Sacrae congregationis de propaganda fide, tomo V, Romae 1841, p. 170  (лат.)
- Булла Quotidie Nos Архивная копия от 27 марта 2010 на Wayback Machine, AAS 38 (1946), стр. 301  (лат.)